# Куттыбадамова, Гульмира Казиевна
Гульмира Казиевна Куттыбадамова (род. 14 апреля 1968) — казахский хоровой дирижёр.

## Биография
Родилась 14 апреля 1968 года в г. Целинограде.
С отличием окончила Казахскую национальную консерваторию имени Курмангазы (класс профессора, народного артиста СССР А. Молодова).
В 1989—1998 — артистка, хормейстер в Государственной хоровой капеллы имени Б. Байкадамова.
С 1998 по 2011 — заведующая кафедрой хорового дирижирования в Казахской национальной академии музыки в Астане.
С 1999 по 2012 год — основатель и художественный руководитель детского хора «Елигай».
В 2006—2016 — основатель и художественный руководитель камерного хора «Самгау».
2013 года и по сей день — главный дирижёр и художественный руководитель Камерного хора Государственной академической филармонии акимата города Астаны.
Член Всемирного хорового совета.